# Aequidens tetramerus
Aequidens tetramerus (Акара сітчаста) — вид окунеподібних риб родини цихлові (Cichlidae).

## Опис

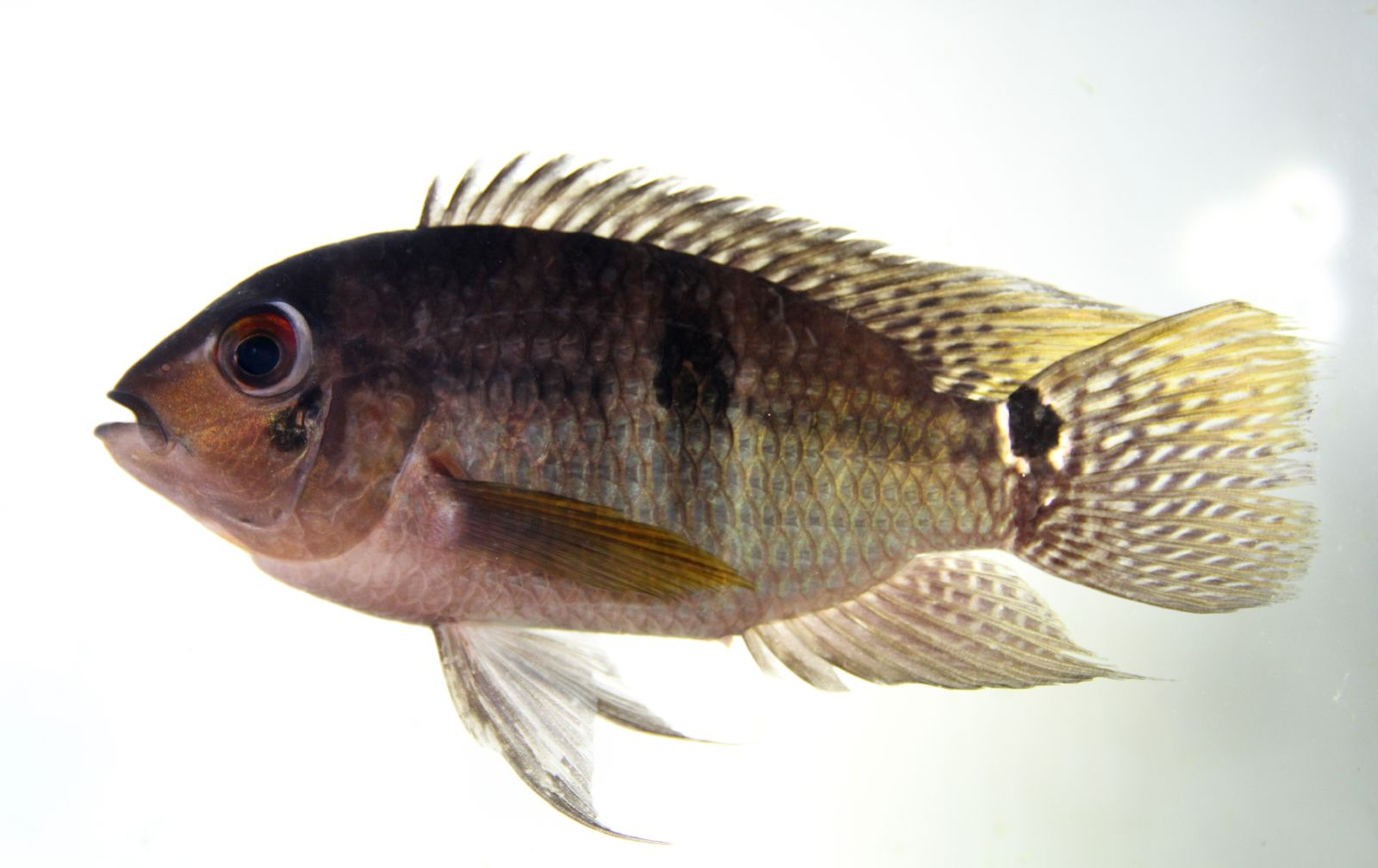

Акара сітчаста одна з найбарвистіших серед Cichlasomatinae, особливо впродовж його шлюбного періоду. Живиться передусім комахами, інколи рослинними залишками. Дуже територіальна риба.
Забарвлення варіює залежно від ареалу. Самець жовтувато-сірий, спинка зеленувата до коричневої, нижня частина тіла червоняста, горло фіолетове. Від очей до хвоста проходять великі темні безформні плями. Плавники зеленувато-коричневі, також жовтуваті або блакитнувато-сірі з темними точками, спинний і анальний плавці подовжені. Самиця забарвлена блідніше, її спинний і анальний плавці найчастіше тупі. Молоді рибки забарвлені яскравіше, вони менш агресивні, ніж дорослі.
У природному середовищі акара сітчаста зростає до 25 сантиметрів завдовжки, в акваріумі — 12-18 см. Ладить акара сітчаста з рибами середніх і великих розмірів. Тримається в середньому і нижньому шарах води.

## Поширення
Мешкає в річках і струмках басейну Амазонки, Оріноко, Парани. Воліє триматися в повільних потічках.

## Розмноження
Статева зрілість у акари сітчастої наступає в 10-12 місяців, при довжині не менше 10 см.

## Утримання у акваріумі
Є улюбленим об'єктом акваріумістики. Акваріум для утримання акари сітчастої має бути об'ємом не менше 150 літрів. Бажано щотижня робити підміни до третини води в акваріумі. Акваріум рекомендується населяти твердолистими акваріумними рослинами, щоб рибки не об'їдали їх листя. Рослини слід висаджувати в окремі горщики, оскільки акара у пошуках їжі копає ґрунт і може викопати ці рослини. З цієї ж причини ґрунт повинен складатися з великих, без гострих кутів, фракцій. Аерація і фільтрація акваріума обов'язкові. Добре, якщо в акваріум буде обладнаний укриттями з великих каменів і корчів. Риби територіальні, захищають свою ділянку від будь-яких прибульців, в період нересту агресивні.
Як корм підійде спеціальний гранульований корм, шматочки кальмара, скоблене м'ясо або живий корм відповідного розміру (комахи і їхні личинки, дрібна рибка, черв'яки).